# Johann Strauss sr.
Johann Baptist Strauss sr., Duits: Johann Baptist Strauß sr. (Leopoldstadt bij Wenen, 14 maart 1804 – Wenen, 25 september 1849) was een Oostenrijks dirigent, violist en componist.

## Levensloop
Zijn vader was herbergier. Strauss begon zijn muzikale carrière bij het orkest van Ignaz Michaël Pamer. Toen hij 15 was, mocht hij meespelen in het orkest van de in Wenen in die tijd zeer populaire Joseph Lanner. Deze had zoveel succes dat hij vanwege zijn vele optredens zich verplicht zag om zijn orkest in tweeën te splitsen. Johann kreeg de opdracht om het tweede orkest te dirigeren.
Beide sterke karakters kwamen al vlug in botsing, en Johann trok weg, om een eigen dansorkest op te richten. Vanaf 1833 trad hij hiermee ook in het buitenland op. In 1835 werd hij "Hofballmusikdirektor".
Zijn beroemdste werk is ongetwijfeld de "Radetzkymars", die hij schreef ter ere van de 82-jarige generaal Josef Radetzky, die in Italië grote militaire successen boekte. Daar deze generaal te veel eer kreeg ten koste van de keizer, ontstond er zulke deining dat Johann Strauss zelfs een tijdlang Wenen ontvlucht is.
Johann Strauss had drie zonen, die zelf ook componist werden: Johann (de Walskoning), Josef en Eduard.
Van de in totaal 251 composities die hij geschreven heeft, zijn er 152 in de vorm van walsen en 18 marsen.
Strauss trouwde in 1825 met Anna Streim. Dit huwelijk was niet gelukkig: lange periodes van afwezigheid vanwege Strauss’ vele buitenlandse tournees leidden tot toenemende verwijdering tussen de echtgenoten. Het  huwelijk bracht zeven kinderen voort, onder wie Johann, Josef en Eduard en de dochters Anna en Therese. Hij was een strenge vader die zijn zonen ondanks hun aanwezige muzikale talenten verbood een muzikale carrière na te streven. Zo werd Johann gedwongen  om zich voor te bereiden op een loopbaan in het bankwezen.
Strauss onderhield vanaf 1834 een maîtresse die hem acht kinderen schonk. Deze situatie leidde er uiteindelijk toe dat Anna van hem scheidde. Vervolgens zette zij haar zoon Johann aan om alsnog een muzikale loopbaan te ambiëren. Dit deed hij met zoveel succes dat hij zich ontwikkelde tot de belangrijkste concurrent van zijn vader in het Weense muziekleven en uiteindelijk de beroemdste van de Strauss-familie.
Strauss sr. overleed als gevolg van roodvonk die hij had opgelopen bij een van zijn onwettige kinderen. Het Museum der Johann Strauss Dynastie in Wenen besteedt aandacht aan onder meer zijn werk en leven. Hij en zijn zoons Johann jr., Josef en Eduard werden (her)begraven op het Zentralfriedhof in Wenen.

## Composities (onvolledig)

#### Marsen
1. 1830: Großer Festmarsch, op. 39a6 uit Wiener Tivoli-Musik, 1tes Heft
2. 1832: Original-Parade-Marsch (Wiener Bürger-Märsche Nr. 1) WoO
3. 1832: Marsch nach Zampa (Wiener Bürger-Märsche Nr. 2), WoO
4. 1834: Marsch nach Robert der Teufel (Wiener Bürger-Märsche Nr. 3), WoO
5. 1834: Original-Parade-Marsch, op. 73 - getitelt: Wiener Bürger-Marsch Nr 1
6. 1838: Original-Parade-Marsch (Wiener Bürger-Marsch Nr. 5), op. 102
7. 1843: Parade-Marsch, op. 144
8. 1846: Österreichischer Fest-Marsch, op. 188
9. 1846: Esmeralda-Marsch (Wiener Bürger-Marsche Nr. 6), op. 192
10. 1847: Österreichischer Defilier-Marsch, op. 209 - later hernoemd in: Geschwindmarsch Nr. 119
11. 1848: Österreichischer National-Garde-Marsch, op. 221
12. 1848: Marsch der Studenten-Legion, 223
13. 1848: Freiheits-Marsch, op. 226
14. 1848: Marsch des einigens Deutschlands - Militärmarsch, op. 227
15. 1848: Radetzkymars, op. 228
16. 1848: Brünner National-Garde-Marsch, op. 231
17. 1849: Zwei Märsche der königlich spanischen Nobelgarde, op. 240
  1. Triumph-Marsch
  2. Manövrir-Marsch
18. 1849: Jelačić-Marsch, op. 244 - opgedragen aan de Kroatische Gouverneur graaf Josip Jelačić od Bužima
19. 1849: Wiener Jubel-Marsch, op. 245
20. 1849: Wiener Stadt-Garde-Marsch, op. 246
21. March of the Royal Horse Guards
22. Radetzky-Bankett-Marsch

#### Galoppen
1. 1838: Der Carneval in Paris, Galopp, op. 100
2. 1839: Gitana-Galopp, op. 108
3. 1839: Indianer-Galopp, op. 111
4. 1839: Furioso-Galopp, op. 114
5. Alpenkönig - Galopp, op. 7
6. Ballnacht-Galopp, op. 86
7. Cachucha-Galopp, op. 97
8. Chinesischer-Galopp, op. 20
9. Einzugs-Galopp, op. 35
10. Fortuna-Galopp, op. 69
11. Jugendfeuer-Galopp, op. 90
12. Karolinen und Kettenbrücke - Galopp, op. 21
13. Reise-Galopp, op. 85
14. Seufzer-Galopp op. 9
15. Sperl-Galopp, op. 42
16. Wettrennen-und Wilhelm-Tell-Galopp, op. 29

#### Walsen
1. 1826: Täuberln-Walzer, op. 1
2. 1826: Döblinger Reunion - Walzer, op. 2
3. 1827: Wiener Carneval, op. 3
4. 1827: Kettenbrücken-Walzer, op. 4
5. 1827: Gesellschaftwalzer, op. 5
6. 1827: Wiener-Launen-Walzer, op. 6
7. 1829: Charmant-Walzer, op. 31
8. 1830: Benifice-Walzer, op. 33
9. 1830: Gute Meinung für die Tanzlust, op. 34
10. 1830: Tivoli-Rutsch Walzer, op. 39
11. 1830: Wiener Damen - Walzer, op. 40
12. 1831: Der Raub der Sabinerinnen - Walzer, op. 43
13. 1831: Vive la Danse!, op. 47
14. 1831: Heiter auch in ernster Zeit, op. 48
15. 1831: Das Leben ein Tanz oder Der Tanz ein Leben! Walzer, op. 49
16. 1835: Mein schönster Tag in Baden - Walzer, op. 58
17. 1835: Zweyte Walzer-Guirlande, op. 77
18. 1835: Philomelen-Walzer, op. 82
19. 1836: Rosa-Walzer, op. 76
20. 1836: Huldigungs-Walzer, op. 80
21. 1837: Brüssler Spitzen - Walzer, op. 95
22. 1837: Ball-Racketen, op. 96
23. 1838: Paris-Walzer, op. 101
24. 1839: Freuden-Grüsse..., op. 105
25. 1839: Cäcilien-Walzer, op. 120
26. 1839: Apollo-Walzer, op. 128
27. 1840: Wiener Gemüths-Walzer, op. 116
28. 1841: Adelaiden-Walzer, op. 129
29. 1842: Egerien-Walzer, op. 134
30. 1843: Lorelei-Rhein-Klänge - Walzer, op. 154
31. 1845: Geheimnis aus der Wiener-Tanzwelt, op. 176
32. 1848: Helenen-Walzer, op. 204
33. 1848: Sorgenbrecher, op. 230
34. Architekten-Ball-Tänze, op. 36
35. Bajaderen Walzer, op. 53
36. Das Leben ein Tanz, der Tanz ein Leben - Walzer, op. 49
37. Die Friedensboten, op. 241
38. Donaulieder (Deutsche Lust), op. 127
39. Elisabethen - Walzer, op. 71
40. Erinnerung an Berlin - Walzer, op. 78
41. Erinnerung an Deutschland - Walzer, op. 87
42. Gabrielen-Walzer, op. 68
43. Herztöne-Walzer, op. 203
44. Huldigung der Königin Viktoria - Walzer, op. 103
45. Krönungs - Walzer, op. 91
46. Osterreichische Jubel-klänge - Walzer, op. 179
47. Paroxysmen, op. 189
48. Promotionen, op. 221
49. Walzer à la Paganini, op. 11

#### Andere werken (quadrillen, polka's etc.)
1. Alice-Polka, op. 238
2. Annen - Polka, op. 137
3. Damen-Souvenir-Polka, op. 236
4. Eisele und Beisele Sprünge, op. 202
5. Erinnerungen an Ernst oder "Der Carneval in Venedig", Fantasie op. 126
6. Exeter Polka, op. 249
7. Haute-Volée - Quadrille, op. 142
8. Josefstädter Tänze, op. 23
9. Jubel-Quadrille, op. 130
10. Kathinka-Polka, op. 218
11. Louisen-Quadrille, op. 234
12. Quadrille zur Namensfeier Kaiser Ferdinands, op. 151
13. Quadrille zur Namensfeier Kaiserin Maria Anna, op. 153
14. Salon-Polka, op. 161
15. Schäfer-Quadrille, op. 217
16. Sperl-Polka, op. 133
17. Wiener Kreuzer-Polka, op. 220
18. Piefke und Pufke Polka, op. 235